# Xivry-Circourt
 Xivry-Circourt  es una comuna y población de Francia, en la región de Lorena, departamento de Meurthe y Mosela, en el distrito de Briey y cantón de Audun-le-Roman. Está integrada en la Communauté de communes du Bassin de Landres . En la comuna viven 296 habitantes.
Se formó por la unión de Xivry-le-Franc y Circourt. Durante la Primera Guerra Mundial fue ocupada por los alemanes.

## Demografía
| 432 | 354 | 325 | 300 | 278 | 296 |
| Para los censos de 1962 a 1999 la población legal corresponde a la población sin duplicidades (Fuente: INSEE [Consultar]) |     |     |     |     |     |